# Plectrohyla miahuatlanensis
Plectrohyla miahuatlanensis é uma espécie de anfíbio anuro da família Hylidae. Está presente no México. A UICN classificou-a como deficiente de dados.